# Gata salvaje
 (срп. Дивља мачка) америчко-венцуеланска је теленовела, продукцијских кућа Веневисион и Фоновидео, снимана 2002 и 2003.

## Синопсис
Росаура Риос остала је без мајке и живи са оцем алкохоличарем Анселмом, сестром Мајритом, маћехом Маријом Хулијом и њеном децом Карином и Иваном. Дању ради као разносачица хране радницима на имању Арисмендијeвих, док је ноћу конобарица у једном клубу. Принуђена је да ради напорно како би издржавала породицу која живи у малој кући, на ранчу породице Арисменди. Луис Марио Арисменди је образован и згодан богаташ који губи супругу Камелију у бродолому, због чега бива сломљен и незаинтересован за друге жене.
Али, истина је да је Камелија оставила згодног момка због уцене. Наиме, њен љубавник Патрисио запретио јој је да ће рећи њеном супругу истину о њеној прељуби, уколико га не послуша и не остави. Луис одлучује да се врати кући и преузме бригу о породичним пословима, који не напредују баш добро. Прилоком повратка, приватни авион којим је летео руши се веома близу имања.
Росаура проналази газду и помаже му да се опорави. Он је љуби, али она га, бранећи се, гребе по лицу, због чега добија надимак „Дивља мачка“. Са друге стране, Едуарда, Луис Мариова сестра, одлучна је да ожени брата Евом Гранадос, хировитом богаташицом. Међутим, Луис се из ината сестри жени сиромашном Росауром, која је заљубљена у њега.
Ипак, Росаурина срећа не траје дуго - Евине и Едуардине сплетке довешће до пуцања брака. Девојка је скрхана и одлучује да почне нови живот, који се из корена мења када сазна да је једина наследница доње Круз Оливарес, богате и моћне старице чија је једина жеља да пронађе унуку пре смрти. Росаура тако постаје угледна, али огорчена жена која је одлучна у намери да своје богатство искористи како би уништила породицу Арисменди.

## Улоге
| Глумац:               | Улога:                     |
| --------------------- | -------------------------- |
| Марлен Фавела         | Росаура Риос Оливарес      |
| Марио Симаро          | Луис Марио Арисменди       |
| Каролина Техера       | Ева Гранадос               |
| Ариел Лопез Падиља    | Патрисио Ривера            |
| Марџори де Соуса      | Камелија Валенте           |
| Марија Кроато         | Едуарда Арисменди          |
| Серхио Каталан        | Габријел Валенсија         |
| Адамари Лопез         | Карина Риос                |
| Ана Кристина Касанова | Лисана Монтеро Арисменди   |
| Франсес Ондивиела     | Марија Хулија Родригез     |
| Фернандо Карера       | Рафаел Гранадос            |
| Хулио Алказар         | Анселмо Риос               |
| Лилијана Родригез     | Панчита Лопез              |
| Норма Зуњига          | Каридад Монтес             |
| Марисела Буитарго     | Клаудија Оливарес          |
| Хуан Алфонсо Баптиста | Бруно Виљата               |
| Ада Бехар             | доња Круз Оливарес         |
| Сандро Финоглио       | Максимилијано Роблес       |
| Исмаел ла Роса        | Иван Риос                  |
| Сандра Итзел          | Мајрита Риос               |
| Силвана Аирас         | Химена Арисменди           |
| Вирна Флорес          | Минерва Паласиос де Роблес |
| Ана Лусија Домингез   | Адријана Виљалта           |
| Родриго Видал         | Гиљермо Валенсија          |
| Чарли Масо            | Родриго Валенсија          |